# Scaphytopius albascutellus
Scaphytopius albascutellus är en insektsart som beskrevs av Caldwell 1952 . Scaphytopius albascutellus ingår i släktet Scaphytopius och familjen dvärgstritar. Inga underarter finns listade i Catalogue of Life.